# ربيب
الرَّبيب (مؤثنه: رَبيبة، جمع: ربائب) هو ابن الزوج أو الزوجة، وليس ابن المرء عينه.